# Bârlad (fiume)
Il Bârlad è un fiume della Romania orientale, affluente sinistro del Siret. La sua sorgente è situata tra le basse colline tra i fiumi Siret e Prut, a sudovest di Iași. Scorre generalmente verso sud, attraverso le città di Negrești, Vaslui, Bârlad e Tecuci. Sfocia nel Siret nei pressi di Suraia.

## Affluenti
- Sinistri: Bozieni, Fundătura, Gârboveta, Hăușei, Găureni, Sacovăț, Velna, Stavnic, Rebricea, Uncești, Telejna, Vaslui, Crasna, Albești, Idrici, Văleni, Petrișoara, Banca, Bujoreni, Zorleni, Trestiana, Jaravăț, Hobana, Bârzotel, Bârzota, Bălăneasa, Gârbovăț, Corozel.
- Destri: Purcica, Poiana Lungă, Stemnic, Racova, Chițoc, Ghilăhoi, Chițcani, Pârvești, Horoiata, Simila, Valea Seacă, Tutova, Pereschiv, Lupul, Berheci, Blăneasa, Prisaca, Tecucel.